# آنا کوزنتسووا
آنا یوریونا کوزنتسوا (روسی: Анна Юрьевна Кузнецова ; متولد ۳ ژانویه ۱۹۸۲) یک سیاستمدار روسی است که از سال ۲۰۲۱ به عنوان عضو و معاون رئیس دومای ایالتی خدمت می‌کند. پیش از این، او کمیسر حقوق کودکان برای رئیس‌جمهور فدراسیون روسیه بین سال‌های ۲۰۱۶ تا ۲۰۲۱ بود
کوزنتسووا در ۳ ژانویه ۱۹۸۲ در پنزا، اتحاد جماهیر شوروی روسیه به دنیا آمد. پدرش سازنده و مادرش مهندس بود. او یک برادر نیز دارد. در سال ۱۹۹۷، او در دبیرستان شماره ۷۲ در پنزا تحصیل کرد. از سال ۱۹۹۸ تا ۱۹۹۹، او در لیسه آموزشی شماره ۳، که آن هم در پنزا بود، تحصیل کرد. در سال ۲۰۰۳ از V.G. فارغ‌التحصیل شد.